# 室內美式足球聯盟
室內美式足球聯盟（Arena Football League）是美国歷史上的一個职业室內美式足球联盟。该联盟成立于1986 年，但于1987年舉行首场正式比赛，該聯盟也是继加拿大加式足球聯盟和國家美式橄欖球聯盟之后北美洲第三悠久的职业橄榄球联盟，2019年，室內美式足球聯盟宣佈破產並解散。